# Senecio alboranicus
Espèce
Classification phylogénétique
Statut de conservation UICN

 CR B1ab(iii,v)c(iv)+2ab(iii,v)c(iv) : 
En danger critique
Senecio alboranicus est une espèce de plantes à fleurs de la famille des Asteraceae. Elle est endémique de l'île d'Alborán et en danger critique d'extinction.

Aire de répartition de Senecio alboranicus.